# Синистър Гейтс
Синистър Гейтс (на английски: Synyster Gates, роден като Brian Elwin Haner, Jr., Брайън Елуин Хейнър, Мл.) е роден в Хънтингтън Бийч, Калифорния на 7 юли 1981 г. Син на Брайън Хейнър, Ст. и Джан Гера, с която имат и още едно дете, Брент. Родителите му се развеждат и баща му се жени повторно за Сузи Хейнър, с която имат дъщеричка, Маккенна, по-малка от Брайън. Той свири на китара от малък, когато започва да учи солата на Джими Пейдж, пренебрегвайки предупрежденията на баща си. Баща му е студиен музикант.

## Биография
Първата му китара е подарена от баба му и дядо му и баща му му показва някои трикове. Една от първите песни които научава е „Stairway to Heaven“. Той си преписва много песни сам и в шести клас вече свири по слух.
Синистър Гейтс посещава училището Ocean View High School в Хънингтън Бийч, Калифорния и Mayfair High School в Лейкуд, Калифорния като тийнейджър. По негови думи, се запознава с бандата от The Rev (Джими Съливан). Дъ Рев и Снистър Гейтс се срещат в метъл магазин в 8-и клас, където Джими започва да се подиграва с Брайън, но когато двамата започнали да си говорят, разбират, че и двамата свирят и впоследствие стават почти неразделни.
Той си признава, че не се е справял добре в училище. Брайън е бил изключен заради китарата си и се премества в Музикалния институт в Холивуд по програма GIT, учейки джаз китара. След шест месеца учене там, той получава обаждане от Джими (и останалата част от тогавашните Авенджед Севънфоулд) с молба да стане техен главен китарист. Браян се съгласява, но продължава да учи през това време.
Гейтс се присъединява към Авенджед Севънфоулд (A7X) когато е едва на 18 в края на 1999 г., точно след записването на първия албум на групата, „Sounding the Seventh Trumpet“. Той взима участие в „Warmness on the Soul“ и в преиздаването на първия им албума. Той също свири и на пиано в песни като „Beast and the Harlot“ и „Sidewinder“.

## Личен живот
- Мишел Луис Дибенедетто (съпруга): Занимание: Дизайнер за модната линия на Syn.
- Как са се срещнали: Познавали са се от осми клас и се събират благодарение на приятели.
- Татуировки/пиърсинг: Той има цял ръкав от татуировки в чудовища на дясната си ръка, изобразяващи сцена с изтезание на едно чудовище (единствената причина по която я е направил е защото „обича чудовищата“); има друга чудовищна сцена на лявата му ръка; лилави и зелени пламъци и на двете му китки; „Haner“ татуирано на гърба му (това е една от първите му татуировки и той не я харесва заради аматьорското качество и груб дизайн, затова никога не си сваля тениската); има също и числото VII, татуирано зад лявото му ухо (подобна на тази на The Rev), цифрата 1 на десния си палец, „синя кръв“ на лявата си гърда, „MARLBORO“ татуирано на кокалчетата му, и ковчег татуиран на вътрешната страна на средния му пръст (символизиращ приятелството между А7Х и Good Charlotte). Той също има и халка на носа.

## Дискогафия

### СPinkly Smooth
- „Unfortunate Snort“ (2001)

### САвенджед Севънфоулд
- „Sounding the Seventh Trumpet“ (2001)
- „Waking the Fallen“ (2003)
- „City of Evil“ (2005)
- „Avenged Sevenfold“ (2007)
- „Diamonds in the Rough“ (2008)
- „Nightmare“ (2010)
- „Hail to The King“ (2013)

## Инструменти

### Китари
Syn използва Schecter Guitar Research, както и Заки.
- Syn използва своите обикновени Synyster модели, които са хибриди на някои модели пуснати в продажба.
- Бял C-1 FR с бял Invader бридж.
  - Syn също има много вариации на моделите Synyster, като такава с американското знаме, немското знаме, знамето на Ребел, черна на бели ивици, и бяла със златни ивици, както се видеото на видеото на „Afterlife“. Бялата китара със златни ивици я има в наличност само в 100 броя.

Преди Syn е използвал Gibson Les Paul, Parker Fly, B.C Rich Mockingbird и Ibanez RG Prestige.

### Усилватели
- Bogner Uberschall и caveman (главно)
- Mesa/Boogie Dual Rectifier Roadster Head
- Marshall няколко ниско-ватови

Говорители
- Marshall 4x12" cab
- Bogner Uberkab 4x12" (главно)
- Mesa/Boogie 4x12" Recto Cabinet Straight

### Аксесоари
- Ърни Бол струни.
- Jim Dunlop Gator Grip 2.0 mm бридж в черно с "Deathbat" логото
- Voodoo Labs GCX Guitar Audio Switcher rack unit
- Voodoo Labs DMC Ground Control Polo pro
- Rebel Straps Skull Bottle Opener Strap
- Rebel Straps Skull Pick Box Strap
- White Get'm Get'm Sergeant Stripes Guitar Strap
- Black Schaller Strap Locks
- Red Schaller Strap Locks

## Факти
- Проектира своите китари, една от тях дори може да се намери на пазара.
- Обикновено носи шапка – федора.
- Обикновено обича да свири от лявата страна на сцената.(дясно на публиката)
- Има студио за записи в къщата си, където прекарва повече от времето си.
- Necromance Theatre е проект на Rev и Syn извън A7X, наречен Pinkly Smooth.
- Прякорът Synyster Gates се появява, когато е на 17 години. Историята гласи, че той и The Rev били пияни една нощ и Браян изкрещял „I am Synyster Gates and I am awesome“.
- Първата му татуировка е била на палеца, когато е бил на 15 години.
- Учил е джаз китара в MIT.
- Пушач е.
- Обича оръжията.
- Има мотор, конструиран от хората, които правят American Chopper. Цветът му е металик под формата на кожа на змия и на резервоара има нарисувано SYN.
- Двамата с Zacky Vengeance често свирят гръб до гръб, защото за разлика от Synyster, Заки е левичар и това прилича вниманието на публиката, като се е превърнало в запазена марка на групата по време на живи изпълнения.
- Родителите му се появяват като гост вокали в песента „M.I.A.“, от албума им „City Of Evil“, и баща му също помага и за акустиката в албума.

|  | Тази страница частично или изцяло представлява превод на страницата Synyster Gates в Уикипедия на английски. Оригиналният текст, както и този превод, са защитени от Лиценза „Криейтив Комънс – Признание – Споделяне на споделеното“, а за съдържание, създадено преди юни 2009 година – от Лиценза за свободна документация на ГНУ. Прегледайте историята на редакциите на оригиналната страница, както и на преводната страница, за да видите списъка на съавторите. ВАЖНО: Този шаблон се отнася единствено до авторските права върху съдържанието на статията. Добавянето му не отменя изискването да се посочват конкретни източници на твърденията, които да бъдат благонадеждни. |